# Чуркин, Михаил Константинович
Михаил Константинович Чуркин (1972—2000) — командир разведгруппы 12-й отдельной бригады специального назначения, капитан. Герой Российской Федерации (2000, посмертно)

## Биография
Родился 27 августа 1972 года в городе Глазов Удмуртской АССР.
В Вооружённых Силах с 1989 года. В 1993 году окончил Омское высшее общевойсковое командное училище.

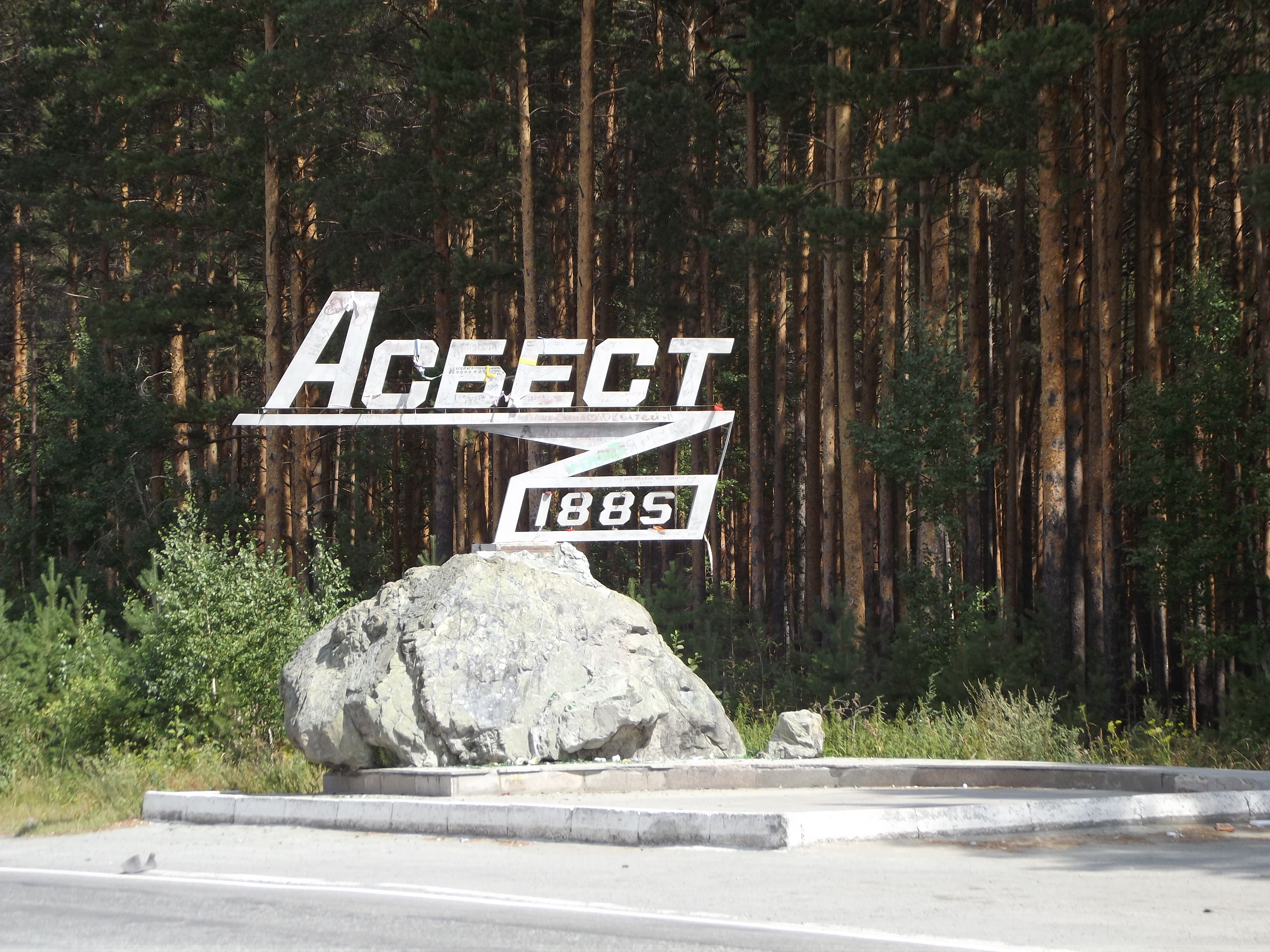
город Асбест

После окончания училища служил в морской пехоте, а затем переведён в город Асбест Свердловской области в 12-ю отдельную бригаду специального назначения Главного разведывательного управления Генерального Штаба Вооруженных Сил РФ.
С ноября 1999 года во главе своего подразделения принимал участие в боевых действиях в Чеченской республике. 22 февраля 2000 года был ранен в бою в районе Аргунского ущелья. Погиб в «вертушке», которую вызвал, уже будучи раненным. Чуркин и младший сержант Дмитрий Шектаев вдвоём остались прикрывать отход подчинённых против численно превосходящих боевиков. Чуркин и Шектаев сумели сковать продвижение противника и уничтожить несколько боевиков, но оба погибли: Шектаев погиб от разрыва гранаты, а Чуркин — от пробитой паховой артерии.
Михаил Чуркин был похоронен в городе Глазов Удмуртской республики.

## Награды
Указом Президента Российской Федерации от 26 июля 2000 года капитану Чуркину Михаилу Константиновичу посмертно присвоено звание Героя Российской Федерации «за мужество и героизм, проявленные в ходе контртеррористической операции в Северо-Кавказском регионе».

## Память
Бюст Героя установлен в мемориальном комплексе «Аллея славы» в Глазове.